# Chantier du Guip
 (juillet 2012).
Le chantier du Guip est un chantier naval situé sur trois sites à Brest, Lorient et l’Île-aux-Moines. Il restaure et construit des bateaux en bois : bateaux du patrimoine, bateaux de travail et yachts de belle plaisance.
Depuis trente ans, Yann Mauffret, accompagné de son fils Tegwen et de Louis Mauffret ont rassemblé autour d’eux des charpentiers de marine et des ébénistes.

## Localisation
À Brest, l’atelier (situé dans un hangar de plus de 1 000 m2) se trouve sur le quai Malbert. Il est divisé en plusieurs zones (charpente navale, ébénisterie de pont et agencement intérieur, technique embarquée) et peut accueillir des yachts et bateaux du patrimoine jusqu’à 100 tonnes. 16 personnes y travaillent.
À Lorient, un atelier a été construit pour la restauration du thonier Biche.
Sur l’île aux Moines, l’équipe de 8 personnes travaille au bord de l’anse du Guip.
Il s'est spécialisé dans la construction et la restauration de bateaux en bois de tradition et de petites unités de yachting.
| Site de Brest · Site de Lorient · Site de l'Île-aux-Moines | - Chantier de Brest. - Chantier de l'Île-aux-Moines. |
| Site de Brest · Site de Lorient · Site de l'Île-aux-Moines |                                                      |

## Historique
- 1976 : Francis Duwez pose les premiers bordés du "CHANTIER du GUIP", sur les rives du golfe du Morbihan.
- 1981 : Yann Mauffret et Alex Abarrategui sont rapidement rejoints par Paul Bonnel et reprennent le flambeau. Le chantier reconstruit le premier bateau du patrimoine, le Nicolas Benoît, un sinagot[3] du golfe du Morbihan.
- Brest 92 : Pour la première édition du rassemblement des bateaux traditionnels, la ville confie au "Chantier du Guip" la construction de la Recouvrance, goélette de 41 m datant du début du XIXe siècle.
- 1992 : Jugé sur dix ans d’activité, le chantier du "Guip" reçoit le Trophée du Bois « Charpente marine » ainsi que le premier prix de construction du concours « Bateaux des Côtes de France ».

## Bateaux du patrimoine construits ou restaurés

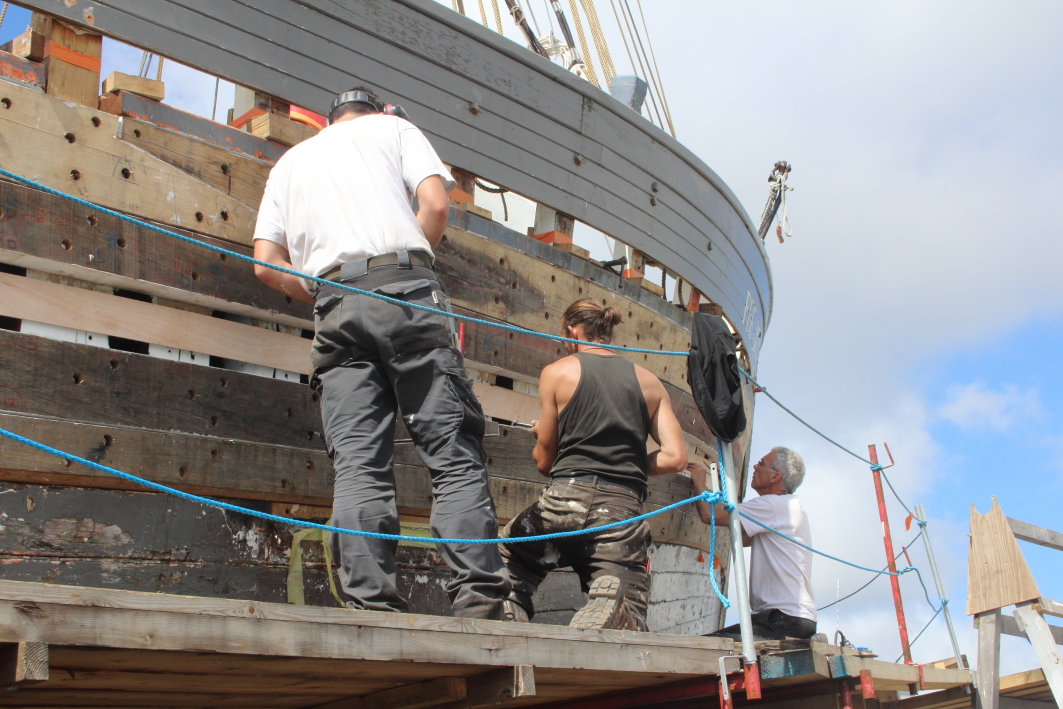
Des charpentiers intervenant sur le bordé de la Fée de l'Aulne.

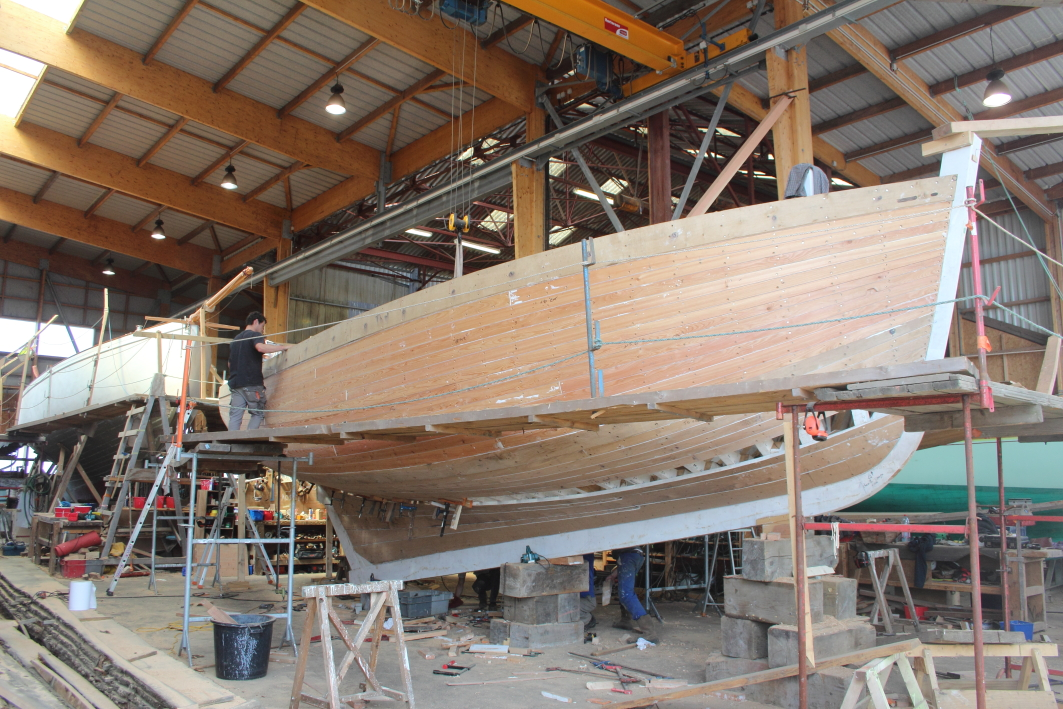
Le Saint Guénolé en réfection du bordé au hangar.

Les sinagots, la série des Guépards, deux misainiers bigoudens, le langoustier Corbeau des mers, ou le cotre écossais Seagull ; Belle Angèle ou le Grand Norven, sardinier de Piriac. 
Brest 96 : Lors des fêtes maritimes, la gabare Notre Dame de Rumengol, classée Monument Historique, est lancée devant le public après un an de restauration. Viendront ensuite les barques lémaniques La Savoie et La Neptune, le coquiller Bergère de Domrémy, le sloop coquillier Saint Guénolé, la Fée de l'Aulne,  la Marie-Fernand.
Entre octobre 2014 et avril 2015, les chantiers restaurent La Vaudoise, barque du Léman inscrite au patrimoine historique du canton de Vaud.

## Bateaux de pêche
Six bateaux de pêche polyvalents seront construits à l’île aux Moines pour des ports allant de Douarnenez à Saint Brévin.
En 2007 un chalutier pour le port de Saint Guénolé (Penmarc'h), l’Enfant des Flots, a été lancé à Brest.

## Yachts et belle plaisance
Parallèlement aux voiliers de travail, le chantier assure la restauration de plusieurs unités de yachts classiques. 
- Hispania IV, 8m J.I. ayant appartenu au roi d’Espagne Alphonse,
- Pen Coat, bateau norvégien construit chez Fife en 1905,
- Vanity V[6], 12 m J.I. Fife 1936
- Wings, 12 m J.I. Camper et Nicholson 1937.

En 2018-2019, le chantier du Guip restaure le Pen Duick.